# 王家河街道 (铜川市)
王家河街道，是中华人民共和国陕西省铜川市王益区下辖的一个乡镇级行政单位。

## 行政区划
王家河街道下辖以下地区：
小街社区、柿树沟社区、东风社区、周家河村、冯家河村、常家河村、王家河村、炭科沟村、杨树沟村、赵家塬村、南雷村和圪堵村。